# René Clair
René Clair (rođen René-Lucien Chomette, Pariz, Francuska, 11. studenoga 1898., -  Neuilly-sur-Seine, Francuska, 15, ožujka 1981.), bio je francuski filmski redatelj, scenarist i producent.
Rođen je Parizu i odrastao u četvrti Les Halles. Pohađao je Lycée Montaigne i Lycée Louis-le-Grand. Za vrijeme prvog svjetskog rata služio je kao vozač ambulantnih kola, dok je nakon rata započeo karijeru novinara pod pseudonimom René Desprès. Također je debitirao i kao glumac, te je postao asistent Jacquesa de Baroncellija i Henrija Diamant-Bergera.
1924., realizira svoje prve filmove: Entr'acte i Paris qui dort, koje je uskoro pratio niz zapaženih filmova. Tijekom drugog svjetskog rata odlazi u Hollywood, te mu je Višijska Francuska oduzela francusko državljanstvo.
1953., dodijeljen mu je počasni doktorat univerziteta u Cambridgeu, i nagrada Grand Prix du Cinéma Français. 1960. primljen je u Francusku Akademiju (Académie Française). Tijekom vremena, postao je personifikacijom francuskog filma, te je Académie Française 1994. ustanovila filmsku nagradu koja nosi njegovo ime (Prix René Clair).
Clair je započeo realizirati filmska djela prije pojave zvučnog filma, te je radi toga imao vrlo podijeljena mišljenja o upotrebi zvuka; bio ga je prisiljen koristiti radi komercijalnog uspjeha. Ipak, umjesto snimanja književnih adaptacija kao ostali francuski redatelji, Clair se koristio zvukom kao sredstvom dovođenja publike iz naracije u drukčiju stvarnost.
Jedan od njegovih najzapaženijih filmova, À Nous la Liberté, djelomično je nadahnuo Chaplinova Moderna vremena.

## Izabrana filmografija
- Un chapeau de paille d'Italie (1928.)
- Sous les toits de Paris (1930.)
- Le Million (1931.)
- À nous la liberté (1931.)
- The Flame of New Orleans (1941.)
- I Married a Witch (1942.)
- Deset malih crnaca (1945.)
- Les Grandes Manœuvres (1955.)

## Vanjske poveznice
- René Clair u internetskoj bazi filmova IMDb-u (engl.)
- filmsdefrance.com
- filmreference.com